# Baszta w Nasielsku
Baszta w Nasielsku – zabytkowa budowla w formie baszty stanowiąca dawną transformatorownię, zlokalizowana w Nasielsku (województwo mazowieckie), na skrzyżowaniu ulic Kilińskiego i Warszawskiej. W 1985 została wpisana do ewidencji zabytków.

## Historia i architektura
Jednokondygnacyjny obiekt powstał około 1920 jako stacja transformatorowa. Jest wolnostojący, ceglany, otynkowany i ma formę baszty wzniesionej na planie kwadratu. Czterospadowy dach pokryto dachówką karpiówką na więźbie stolcowo-płatwiowej. Wewnątrz występują stropy Kleina. Podłogi są cementowe, a okna krosnowe, czyli złożone z pojedynczego, prostokątnego elementu (tzw. krosna) z pojedynczym skrzydłem. Drzwi wejściowe są dwuskrzydłowe, o konstrukcji ramiakowo-płycinowej. Wieża nie ma podpiwniczenia, a w narożach jest oszkarpowana. Elewacje wieńczą profilowane gzymsy koronujące. Powierzchnia obiektu wynosi 18 m², a kubatura 180 m³. W latach 80. XX wieku pełnił funkcję sklepu (kwiaciarni).
Budowlę odrestaurowano w 2014.